# No!
No! es el noveno álbum de estudio de la banda estadounidense de rock alternativo They Might Be Giants. Fue lanzado en 2002 por Rounder Records y Idlewild Recordings en Estados Unidos y por Shock Records en Australia. Es el primer álbum de música infantil de la banda.
Conservando el eclecticismo, humor, y sensibilidades psicodélicas de su trabajo adulto, las letras son notablemente diferentes: los temas de muerte y depresión fueron reemplazados por canciones que ensalzaban las cualidades de la imaginación, los robots y el sueño. Este álbum es el primero de TMBG «para toda la familia», con la intención de que las canciones gusten tanto a audiencias jóvenes como a adultas. El álbum contiene una versión de la canción de seguridad de Vic Mizzy «In the Middle, In the Middle, In the Middle» cantada por Robin Goldwasser.

## Lista de canciones
| N.º | Título                                                                                  | Duración |  |
| 1.  | «Fibber Island»                                                                         | 2:10     |  |
| 2.  | «Four of Two»                                                                           | 2:18     |  |
| 3.  | «Robot Parade»                                                                          | 1:22     |  |
| 4.  | «No!»                                                                                   | 1:30     |  |
| 5.  | «Where Do They Make Balloons?» (Danny Weinkauf)                                         | 2:41     |  |
| 6.  | «In the Middle, In the Middle, In the Middle» (Vic Mizzy, cantada por Robin Goldwasser) | 1:16     |  |
| 7.  | «Violin»                                                                                | 2:26     |  |
| 8.  | «John Lee Supertaster»                                                                  | 2:01     |  |
| 9.  | «The Edison Museum»                                                                     | 2:02     |  |
| 10. | «The House at the Top of the Tree»                                                      | 2:31     |  |
| 11. | «Clap Your Hands»                                                                       | 1:22     |  |
| 12. | «I Am Not Your Broom»                                                                   | 1:04     |  |
| 13. | «Wake Up Call»                                                                          | 1:10     |  |
| 14. | «I Am a Grocery Bag»                                                                    | 0:35     |  |
| 15. | «Lazyhead and Sleepybones»                                                              | 3:28     |  |
| 16. | «Bed Bed Bed»                                                                           | 3:12     |  |
| 17. | «2:42»                                                                                  |          |  |